# Прянощі та пристрасті
Пря́нощі та при́страсті (англ. The Hundred-Foot Journey) — американська комедійна драма режисера Лассе Гальстрема 2014 року. Фільм знятий за романом «Шлях довжиною сто кроків» (англ. The Hundred-Foot Journey) Річарда Ч. Мораіса. В Україні прем'єра фільму відбулася 11 вересня 2014 року.

## Сюжет
Сім'я індійських емігрантів, яких доля закинула в маленьке містечко в Провансі, вирішує відкрити кафе зі східною кухнею, прямо навпроти знаменитого на всю округу ресторану «Плакуча верба», бастіону французьких кулінарних традицій, господиня якого, Мадам Малорі, більше всього на світі пишається тим, що її заклад удостоєно зірки в каталозі «Мішлен».
Спочатку Мадам Малорі не приховує своєї відрази галасливими сусідами та їх екзотичними звичками, але поступово війна за клієнтів між двома ресторанами змінюється хитким перемир'ям, особливо, коли з'ясовується, що юний кухар-емігрант Хассан є володарем ідеального смаку, і рецепти французької кухні підкоряються йому так само легко, як секрети індійських прянощів.

## У ролях
- Гелен Міррен — Мадам Малорі
- Ом Пурі — Папа
- Маніш Дайал — Хассан
  - Роган Чанд — Хассан (7 років)
- Шарлотта Ле Бон — Маргарита
- Аміт Шах — Мансур
- Фарзана Дуа Елахе — Махіра
- Діллон Мітра — Муктар
- Аріа Панд'я — Аїша
- Мішель Блан — мер
- Клеман Сібоні — Жан-П'єр
- Венсан Ельбаз — Пол
- Джухі Чавла — Мама
- Альбан Омар — Марсель
- Шуна Лемойн — дружина мера

## Цікаві факти
- Фільм знімався на мальовничому півдні Франції, в повній відповідності з описаними в сценарії пейзажами Південних Піренеїв. Ресторани «Плакуча верба» і «Садиба Мумбаї» були збудовані у містечку Сент-Антонен-Нобль-Валь. Крім того, інтер'єри ресторанів знімалися в будинках сусіднього містечка Карлюс.
- Коли у фільмі Гассан робить омлет для мадам Малорі, він користується рецептом, за яким батько актора Маніша Дайяла, робив омлет своєму синові.
- Кожен вікенд під час зйомок актор Ом Пурі запрошував колег додому і пригощав традиційними індійськими стравами. На цих званих вечерях всі актори передружились, що зробило стосунки героїв більш природними.
- Зйомки у Франції тривали 52 дні. І ще чотири дні знімальна група відпрацювала в Індії.